# سئورینو روسو
سئورینو روسو (به ایتالیایی: Severino Rosso) بازیکن فوتبال و اهل ایتالیا است که از سال ۱۹۲۴ میلادی عضو تیم ملی فوتبال ایتالیا بوده و در ۱ بازی ملی حضور داشته‌است. او در بازی‌های ملی‌اش گلی به ثمر نرساند.
سئورینو روسو آخرین بازی ملی خود را در سال ۱۹۲۴ میلادی انجام داد.